# Super Liga de Uzbekistán 2025
La temporada 2025 de la Super Liga de Uzbekistán es la 34.ª temporada de la máxima categoría del fútbol en Uzbekistán desde 1992. Comenzó el 7 de marzo y finalizará en noviembre o diciembre de 2025.
El Nasaf Qarshi es el campeón defensor tras obtener su primer título en la edición anterior.

## Equipos

### Intercambio de plazas
| Pos. | Ascendidos de la Pro Liga 2024  |
| ---- | ------------------------------- |
| 1.°  | Mash'al Mubarek                 |
| 2.°  | Buxoro                          |
| 3.°  | Kokand 1912 (play-off)          |
| 4.°  | Shurtan Guzar (play-off)        |
| 6.°  | Xorazm Urganch (administrativo) |

| Pos. | Descendidos a la Pro Liga 2025     |
| ---- | ---------------------------------- |
| 12.° | Olympic (play-off)                 |
| 13.° | Metallurg Bekabad (administrativo) |
| 14.° | Lokomotiv Tashkent                 |

Los clubes Olympic y Lokomotiv Tashkent fueron relegados de categoría. Por otra parte ascendieron Mash'al Mubarek, como campeón de la Primera Liga de Uzbekistán 2024, acompañado por los clubes Buxoro, Kokand 1912 y Shurtan Guzar, los cuales se vieron beneficiados con una expansión del número de clubes participantes en la Super Liga, la cual pasó de 14 a 16 equipos. El Metallurg Bekabad perdió su plaza de manera administrativa al no cumplir con los requerimientos para la licencia, su lugar fue tomado por el Xorazm Urganch.

### Equipos participantes
| Club               | Entrenador           | Ciudad     | Estadio             | Capacidad |
| ------------------ | -------------------- | ---------- | ------------------- | --------- |
| AGMK               | Mirjalol Qosimov     | Olmaliq    | OKMK Sport Majmuasi | 12 000    |
| FC Andijon         | Aleksandar Khomyakov | Andijon    | Soghlom Avlod       | 18 360    |
| Bunyodkor          | Ilyos Zeytulayev     | Taskent    | Bunyodkor           | 34 000    |
| Buxoro             | Ulugbek Bakayev      | Bujará     | Buxoro Arena        | 22 700    |
| Dinamo Samarcanda  | Vadim Abramov        | Samarcanda | Dinamo              | 12 000    |
| Kokand 1912        | Bakhrom Khaydarov    | Kokand     | Kokand Markaziy     | 10 000    |
| Mash'al Mubarek    | Asror Aliqulov       | Muborak    | Bahrom Vafoev       | 10 000    |
| Nasaf Qarshi       | Ruziqul Berdiev      | Qarshi     | Markaziy            | 16 000    |
| Navbahor Namangan  | Sergey Lushan        | Namangán   | Markaziy            | 22 000    |
| Neftchi Fergana    | Vitaly Levchenko     | Ferganá    | Fergana             | 20 000    |
| Pajtakor           | Pedro Moreira        | Taskent    | Pakhtakor Markaziy  | 35 000    |
| Qizilqum Zarafshon | Nikola Lazarević     | Zarafshon  | Yoshlar             | 12 500    |
| Sogdiana Jizzakh   | Ivan Bošković        | Yizaj      | Sogdiana            | 11 650    |
| Shurtan Guzar      | Anvar Berdiev        | G'uzor     | G'uzor Stadium      | 8000      |
| Surkhon Termez     | Fevzi Davletov       | Termez     | Alpamish            | 6000      |
| Xorazm Urganch     | Khakim Fuzaylov      | Urgench    | Xorazm Stadium      | 13 500    |

## Desarrollo

### Clasificación
| Pos. | Equipo            | Pts. | PJ | G  | E | P  | GF | GC | Dif. | Clasificación 2026-27                      |
| ---- | ----------------- | ---- | -- | -- | - | -- | -- | -- | ---- | ------------------------------------------ |
| 1    | Nasaf             | 40   | 19 | 11 | 7 | 1  | 34 | 15 | +19  | Fase de liga de la Liga de Campeones Élite |
| 2    | Neftchi Fergana   | 39   | 19 | 11 | 6 | 2  | 30 | 16 | +14  | Fase de grupos de la Liga de Campeones 2   |
| 3    | Dinamo Samarcanda | 37   | 19 | 10 | 7 | 2  | 29 | 22 | +7   |                                            |
| 4    | Bunyodkor         | 34   | 19 | 9  | 7 | 3  | 31 | 20 | +11  |                                            |
| 5    | AGMK              | 34   | 19 | 10 | 4 | 5  | 26 | 19 | +7   |                                            |
| 6    | Pajtakor          | 33   | 19 | 10 | 3 | 6  | 36 | 17 | +19  |                                            |
| 7    | Navbahor          | 31   | 19 | 9  | 4 | 6  | 34 | 20 | +14  |                                            |
| 8    | Qizilqum          | 25   | 19 | 6  | 7 | 6  | 17 | 25 | −8   |                                            |
| 9    | Surkhon           | 23   | 19 | 6  | 5 | 8  | 17 | 21 | −4   |                                            |
| 10   | Andijon           | 21   | 19 | 5  | 6 | 8  | 23 | 26 | −3   |                                            |
| 11   | Sogdiana          | 20   | 19 | 5  | 5 | 9  | 21 | 24 | −3   |                                            |
| 12   | Xorazm Urganch    | 19   | 19 | 5  | 4 | 10 | 22 | 23 | −1   |                                            |
| 13   | Kokand 1912       | 18   | 19 | 5  | 3 | 11 | 15 | 31 | −16  |                                            |
| 14   | Mash'al Mubarek   | 18   | 19 | 5  | 3 | 11 | 16 | 35 | −19  | Play-off de permanencia                    |
| 15   | Buxoro            | 14   | 19 | 3  | 5 | 11 | 18 | 32 | −14  | Play-off de permanencia                    |
| 16   | Shurtan Guzar     | 10   | 19 | 2  | 4 | 13 | 11 | 34 | −23  | Descenso a la Uzbekistán Pro League        |

Actualizado a los partidos jugados el 18 de agosto de 2025.
 Fuente: BeSoccer
Criterios de clasificación: Puntos · Enfrentamientos directos · Diferencia de goles · Goles a favor · Puntos fair-play · Play-off.

### Evolución de la clasificación
| Equipo             | 01  | 02  | 03  | 04  | 05  | 06 | 07  | 08  | 09  | 10  | 11  | 12 | 13 | 14 | 15 | 16 | 17 | 18 | 19 | 20 | 21 | 22 | 23 | 24 | 25 | 26 | 27 | 28 | 29 | 30 |
| ------------------ | --- | --- | --- | --- | --- | -- | --- | --- | --- | --- | --- | -- | -- | -- | -- | -- | -- | -- | -- | -- | -- | -- | -- | -- | -- | -- | -- | -- | -- | -- |
| Nasaf Qarshi       | 4   | 6   | 7   | 3   | 3   | 2  | 1   | 2   | 2   | 2   | 1   | 1  | 1  | 1  | 1  | 1  | 1  | 1  | 1  |    |    |    |    |    |    |    |    |    |    |    |
| Neftchi Fergana    | 5   | 11  | 10  | 7   | 4   | 6  | 9*  | 5*  | 5*  | 6*  | 5*  | 5* | 5* | 3  | 2  | 3  | 2  | 2  | 2  |    |    |    |    |    |    |    |    |    |    |    |
| Dinamo Samarcanda  | 9   | 4   | 3   | 4   | 6   | 4  | 4*  | 4*  | 3*  | 3*  | 3*  | 2* | 2* | 2  | 3  | 5  | 4  | 4  | 3  |    |    |    |    |    |    |    |    |    |    |    |
| Bunyodkor          | 6   | 5   | 2   | 1   | 2   | 3  | 3   | 3   | 4   | 5   | 7   | 7  | 7  | 5  | 4  | 2  | 5  | 6  | 4  |    |    |    |    |    |    |    |    |    |    |    |
| AGMK               | 3   | 2   | 1   | 2   | 1   | 1  | 2   | 1   | 1   | 1   | 2   | 3  | 3  | 6  | 5  | 4  | 3  | 3  | 5  |    |    |    |    |    |    |    |    |    |    |    |
| Pajtakor           | 12* | 14* | 15* | 10  | 13  | 10 | 7   | 12  | 7   | 7   | 6   | 6  | 6  | 7  | 6  | 6  | 6  | 7  | 6  |    |    |    |    |    |    |    |    |    |    |    |
| Navbahor Namangan  | 10  | 3   | 6   | 9   | 7   | 7  | 5   | 7   | 6   | 4   | 4   | 4  | 4  | 4  | 7  | 7  | 7  | 5  | 7  |    |    |    |    |    |    |    |    |    |    |    |
| Qizilqum Zarafshon | 1   | 8   | 12  | 11* | 12* | 9* | 12* | 8*  | 9*  | 11* | 13* | 12 | 13 | 12 | 10 | 10 | 9  | 9  | 8  |    |    |    |    |    |    |    |    |    |    |    |
| Surkhon Termez     | 16  | 16  | 16  | 13  | 14  | 11 | 13  | 10  | 11  | 8   | 8   | 10 | 11 | 9  | 8  | 9  | 10 | 8  | 9  |    |    |    |    |    |    |    |    |    |    |    |
| Andijon            | 7   | 10  | 9   | 6   | 5   | 5  | 6   | 11  | 12  | 13  | 9   | 11 | 10 | 8  | 9  | 8  | 8  | 10 | 10 |    |    |    |    |    |    |    |    |    |    |    |
| Sogdiana Jizzakh   | 14  | 13  | 14  | 12  | 11  | 15 | 14  | 14  | 13  | 14  | 14  | 14 | 12 | 13 | 11 | 12 | 12 | 11 | 11 |    |    |    |    |    |    |    |    |    |    |    |
| Xorazm Urganch     | 2   | 1   | 5   | 8*  | 10* | 8* | 11* | 13* | 14* | 10* | 12* | 9  | 9  | 11 | 13 | 11 | 11 | 12 | 12 |    |    |    |    |    |    |    |    |    |    |    |
| Kokand 1912        | 8   | 9   | 8   | 15  | 9   | 12 | 8   | 6   | 8   | 9   | 10  | 13 | 14 | 15 | 15 | 15 | 15 | 13 | 13 |    |    |    |    |    |    |    |    |    |    |    |
| Mash'al Mubarek    | 11* | 12* | 11* | 14  | 15  | 14 | 10  | 9   | 10  | 12  | 11  | 8  | 8  | 10 | 12 | 13 | 13 | 14 | 14 |    |    |    |    |    |    |    |    |    |    |    |
| Buxoro             | 13  | 7   | 4   | 5   | 8   | 13 | 15  | 15  | 15  | 15  | 15  | 15 | 15 | 14 | 14 | 14 | 14 | 15 | 15 |    |    |    |    |    |    |    |    |    |    |    |
| Shurtan Guzar      | 15  | 15  | 13  | 16  | 16  | 16 | 16  | 16  | 16  | 16  | 16  | 16 | 16 | 16 | 16 | 16 | 16 | 16 | 16 | 16 |    |    |    |    |    |    |    |    |    |    |

(*) Con partido(s) pendiente(s).

### Resultados
| Local \ Visitante | AGM | AND | BUN | BUX | DIN | KOK | MAS | NAS | NAV | NEF | PAK | QIZ | SHU | SOG | SUR | XOR |
| ----------------- | --- | --- | --- | --- | --- | --- | --- | --- | --- | --- | --- | --- | --- | --- | --- | --- |
| AGMK              | —   | 4–3 |     | 2–1 | 0–0 |     |     |     |     | 2–2 | 2–0 | 0–0 | 0–0 | 3–2 | 0–1 |     |
| Andijon           |     | —   | 0–2 |     | 1–2 | 3–0 | 1–0 | 1–1 | 0–1 | 0–2 |     | 1–1 |     |     | 2–1 |     |
| Bunyodkor         | 1–0 |     | —   | 2–1 |     | 1–2 |     |     | 2–3 | 2–2 | 1–1 | 0–0 | 1–1 | 3–2 | 3–1 |     |
| Buxoro            | 0–2 | 1–1 | 0–2 | —   | 2–2 |     | 1–2 | 1–3 |     |     |     | 2–0 | 3–1 |     |     | 1–1 |
| Dinamo Samarcanda | 1–0 |     | 0–3 |     | —   |     | 1–0 | 2–2 | 2–2 | 0–2 | 1–1 | 3–2 |     | 1–1 | 1–0 |     |
| Kokand 1912       | 1–3 | 1–1 |     | 1–0 | 2–3 | —   | 0–4 | 0–2 |     | 1–2 |     |     | 0–0 |     | 2–0 | 1–0 |
| Mash'al Mubarek   | 0–1 | 1–0 | 1–1 |     | 2–4 |     | —   | 1–3 |     | 1–4 | 0–1 | 2–2 |     | 1–0 | 0–0 |     |
| Nasaf             | 2–1 | 1–1 | 2–2 |     |     |     |     | —   | 1–0 | 0–0 | 2–2 | 4–0 | 1–0 | 1–0 | 2–0 |     |
| Navbahor          | 3–0 | 2–2 |     | 3–0 | 0–0 | 3–0 | 6–0 |     | —   | 0–1 |     |     | 2–0 | 1–1 |     | 1–0 |
| Neftchi Fergana   |     |     | 1–2 | 1–0 |     | 0–0 |     | 1–0 | 3–2 | —   | 0–4 |     | 4–0 | 2–1 |     | 2–0 |
| Pajtakor          | 1–2 | 2–3 | a   | 6–0 | 0–1 | 2–0 | 5–0 |     | 2–0 | a   | —   |     | 1–0 | 2–0 |     | 2–1 |
| Qizilqum          | 1–3 |     |     | 1–0 |     | 1–0 |     |     | 3–2 | 1–1 | 0–3 | —   |     | 0–0 | 2–0 | 0–3 |
| Shurtan Guzar     |     | 1–0 | 0–2 |     | 1–3 | 1–2 | 0–1 | 1–4 |     |     |     | 1–2 | —   |     | 2–1 | 1–3 |
| Sogdiana          |     | 1–0 |     | 1–1 |     | 2–1 | 2–0 | 1–2 | 2–3 |     | 2–0 |     | 1–1 | —   |     | 1–0 |
| Surkhon           |     |     | 3–1 | 0–0 |     | 3–1 |     |     | 1–0 | 0–0 | 2–1 | 0–0 |     |     | —   | 0–2 |
| Xorazm Urganch    | 0–1 | 2–3 | 0–0 | 1–4 | 1–2 |     | 3–0 | 1–1 |     |     |     | 0–1 | 2–0 |     | 2–2 | —   |

## Máximos goleadores
- Actualizado al 13 de agosto de 2025.
| Rank | Jugador           | Club             | Goles |
| ---- | ----------------- | ---------------- | ----- |
| 1    | Igor Sergeyev     | Pajtakor         | 12    |
| 2    | Ljupcho Doriev    | Sogdiana Jizzakh | 10    |
| 3    | Khusayin Norchaev | Nasaf            | 9     |
| 4    | Luis Kaçorri      | Bunyodkor        | 8     |
| 4    | Abbos Gulomov     | Navbahor         | 8     |